# Irma (Italie)
Pour les articles homonymes, voir Irma.
Irma est une commune de la province de Brescia dans la région Lombardie en Italie.

## Administration
| Période                                  | Période  | Identité     | Étiquette | Qualité |
| ---------------------------------------- | -------- | ------------ | --------- | ------- |
| 14 juin 2004                             | En cours | Mara Corsini |           |         |
| Les données manquantes sont à compléter. |          |              |           |         |

### Communes limitrophes
Bovegno, Marmentino